# 1852
1852 (MDCCCLII) var ett skottår som började en torsdag i den gregorianska kalendern och ett skottår som började en tisdag i den julianska kalendern.

## Händelser

### Januari
- 14 januari – President Louis-Napoleon Bonaparte proklamerar en ny konstitution för Frankrike.
- 15 januari – Nio män från olika hebreiska välgörenhetsorganisationer går samman och bildar vad som blir Mount Sinai Hospital i New York i New York i USA.
- 17 januari – Storbritannien erkänner boerkolonierna i Transvaals självständighet.[1]

### Februari
- 3 februari –  Slaget vid Caseros utkämpas i Argentina: De argentinska provinserna Entre Ríos och Corrientes allierar sig med Brasilien och medlemmar av Coloradopartiet i Uruguay, och besegrar Buenos Aires-trupperna under Juan Manuel de Rosas.
- 3–12 februari – Amerikanska marinsoldater landstiger i Buenos Aires, Argentina under ett revolutionsförsök.[2]
- 11 februari – De första offentliga damtoaletterna i Storbritannien öppnas på Bedford Street i London.
- 15 februari – Great Ormond Street Hospital for Sick Children i London i England, Storbritannien tar emot sin första patient.[3]
- 25 februari – HMS Birkenhead sjunker utanför Kapstaden. Bara 193 personer av 643 ombord överlever då trupper står kvar på däcket för se till att kvinnor och barn kommer i livbåtarna.

### Mars
- 2 mars – Den första amerikanska experimentella ångdrivna brandvagnen testas.[4]
- 13 mars – Furstendömet Montenegro grundas.[5]
- 20 mars – Uncle Tom's Cabin av Harriet Beecher Stowe publiceras.

### April
- 3 april – Henrik Reuterdahl blir svensk ecklesiastikminister.

### Maj
- 8 maj – Sverige–Norge är ett av de länder som undertecknar Londontraktaten, vilken skall garantera Danmarks tronföljd.

### Augusti
- 3 augusti – Staden Vasa i Finland förstörs i en brand.

### September
- 17 september – Amerikanska marinsoldater landstiger i Buenos Aires, Argentina under ett revolutionsförsök.[2]

### November

Presidentval i USA.

- 2 november – Demokraten Franklin Pierce från New Hampshire besegrar Whigpartisten Winfield Scott från Virginia vid presidentvalet i USA.
- 4 november – Camillo di Cavour blir Piedmontes konseljpresident.

### December
- December – Western Railroad i USA får i uppdrag att bygga en järnväg från Fayetteville, North Carolina till kolfälten vid Egypt, North Carolina.[6]
- 2 december – Napoleon III blir Frankrikes kejsare.

### Okänt datum
- Det första statliga ingreppet i den svenska produktionen sker, genom utfärdandet av landets första arbetsskyddslag. Det blir förbjudet med nattarbete för barn och ungdom.
- I USA blir Massachusetts först av USA:s delstater att införa obligatorisk skola för barnen.
- I Sverige avskaffas den akademiska jurisdiktionen, det vill säga universitetens rätt att själv agera domstol för sina lärare och studenter.
- Passagerartrafik med hästdragna omnibussar på fasta linjer öppnas permanent i Stockholm.
- Amalia Assur blir Sveriges första kvinnliga tandläkare.

## Födda

### Första kvartalet

#### Januari
- 11 januari
  - Konstantin Fehrenbach, tysk politiker, rikskansler 1920–1921. (död 1926)
  - Friedrich Spitta, tysk teolog. (död 1924)
- 12 januari – Joseph Joffre, fransk militär. (död 1931)
- 22 januari – Joshua W. Alexander, amerikansk demokratisk politiker, handelsminister 1919–1921. (död 1936)
- 25 januari – Richard Rathbun, amerikansk zoolog. (död 1918)
- 26 januari
  - Frederick Corder, brittisk kompositör. (död 1932)
  - Pierre Savorgnan de Brazza, italiensk-fransk upptäcktsresande. (död 1905)
- 28 januari
  - Louis Brennan, irländsk uppfinnare. (död 1932)
  - George Wellington, amerikansk politiker, senator 1897–1903. (död 1927)

#### Februari
- 5 februari – Terauchi Masatake, japansk politiker och militär. (död 1919)
- 8 februari – Gustav Körte, tysk arkeolog. (död 1917)
- 16 februari – Charles Taze Russell, amerikansk religiös ledare. (död 1916)
- 21 februari – Henry Lloyd, amerikansk demokratisk politiker, guvernör i Maryland 1885–1888. (död 1920)
- 24 februari – George Moore, irländsk författare. (död 1933)
- 26 februari – John Harvey Kellogg, amerikansk läkare. (död 1943)
- 27 februari – John McLane, amerikansk republikansk politiker, guvernör i New Hampshire 1905–1907. (död 1911)

#### Mars
- 1 mars – Théophile Delcassé, fransk politiker. (död 1923)

### Andra kvartalet

#### April
- 2 april – Frederick B. Fancher, amerikansk republikansk politiker, guvernör i North Dakota 1899–1901 (död 1944)
- 13 april – Sir Hector MacDonald, brittisk general. (död 1903)
- 25 april – Fritz Eckert, svensk arkitekt. (död 1920)
- 30 april – John Riégo, norsk skådespelare. (död 1912)

#### Maj
- 1 maj – Calamity Jane, amerikansk vildavästernhjältinna. (död 1903)
- 5 maj – Pietro Gasparri, italiensk kardinal. (död 1934)
- 11 maj – Charles W. Fairbanks, amerikansk republikansk politiker, senator 1897–1905, USA:s vicepresident 1905–1909. (död 1918)
- 14 maj – Alton B. Parker, amerikansk jurist och politiker. (död 1926)
- 23 maj
  - Mathilda Grabow, svensk opera- och konsertsångerska. (död 1940)
  - Weldon B. Heyburn, amerikansk republikansk politiker, senator 1903–1912. (död 1912)

#### Juni
- 25 juni – Antoni Gaudí, spansk arkitekt. (död 1926)

### Tredje kvartalet

#### Juli
- 1 juli – Pontus Henriques, svensk teknisk lärare och läroboksförfattare. (död 1933)
- 19 juli – Johan August Gustafsson, svensk träskulptör, även kallad JAG. (död 1932)

#### Augusti
- 5 augusti – Ole Juul, norsk konstnär. (död 1927)
- 14 augusti – Carl Aarsleff, dansk skulptör. (död 1918)
- 30 augusti – Jacobus van ’t Hoff, nederländsk kemist och fysiker, nobelpristagare. (död 1911)

#### September
- 2 september – Paul Bourget, fransk författare och kritiker. (död 1935)
- 12 september – Herbert Henry Asquith, brittisk premiärminister 1908–1916. (död 1928)
- 13 september – Obadiah Gardner, amerikansk demokratisk politiker, senator 1911–1913. (död 1938)
- 18 september – Gustav Aagaard, norsk präst och psalmförfattare. (död 1927)
- 22 september – Ed Masterson, amerikansk sheriff. (död 1878)

### Fjärde kvartalet

#### Oktober
- 14 oktober – Otto Binswanger, schweizisk läkare. (död 1929)

#### November
- 3 november – Meiji, japansk kejsare 1867–1912. (död 1912)
- 7 november – Johan Ramstedt, svensk politiker, Sveriges statsminister från 13 april till 2 augusti 1905. (död 1935)
- 8 november – Axel Otto Lindfors, svensk läkare, universitetslärare och författare. (död 1909)
- 24 november
  - Gustaf Knaust, svensk grosshandlare och riksdagsman. (död 1921)
  - Helena Munktell, svensk kompositör. (död 1919)

#### December
- 4 december – John Kean, amerikansk republikansk politiker, senator 1899–1911. (död 1914)
- 14 december – Carl Oskar Vilhelm Fredrik, svensk prins, son till Karl XV och Lovisa av Nederländerna. (död 1854)
- 15 december – Henri Becquerel, fransk fysiker, mottagare av nobelpriset i fysik 1903[7]. (död 1908)
- 19 december – Albert A. Michelson, amerikansk fysiker. (död 1931)
- 22 december – Opie Read, amerikansk journalist och humorist. (död 1939)
- 25 december – Henry Gage, amerikansk republikansk politiker, Kaliforniens 20:e guvernör 1899–1903. (död 1924)

## Avlidna

### Första kvartalet

#### Januari
- 1 januari – John George Children, 74, brittisk kemist, mineralog och zoolog.

#### Februari
- 14 februari – Thomas Carlin, 62, amerikansk demokratisk politiker, guvernör i Illinois 1838–1842.
- 24 februari – Ethan Allen Brown, 75, amerikansk jurist, politiker och diplomat, guvernör i Ohio 1818–1822.

#### Mars
- 10 mars – Armand Marrast, 50, fransk publicist och politiker, borgmästare i Paris 1848.
- 22 mars
  - Maria Sofia Fredrika av Hessen-Kassel, 84, drottning av Danmark 1808–1839 och av Norge 1808–1814, gift med Fredrik VI.
  - Jeremiah Morrow, 80, amerikansk politiker.

### Andra kvartalet

#### April
- 5 april – Felix zu Schwarzenberg, 51, österrikisk furste och politiker.

#### Maj
- 7 maj – Matthias Alexander Castrén, 38, finländsk lingvist och resenär.
- 10 maj – José Mariano Michelena, 79, mexikansk politiker och militär.
- 30 maj – George Chinnery, 78, brittisk konstnär.

#### Juni
- 29 juni – Henry Clay, 75, amerikansk politiker.

### Tredje kvartalet

#### Juli
- 9 juli – Thomas McKennan, 58, amerikansk politiker, USA:s inrikesminister 1850.
- 17 juli – Salvadore Cammarano, 51, italiensk librettist.
- 19 juli – John McKinley, 72, amerikansk jurist och politiker, domare vid USA:s högsta domstol 1838–1852.
- 25 juli – Gaspard Gourgaud, 68, fransk militär.
- 27 juli – Johann Andreas Schmeller, 66, tysk språkforskare.
- 28 juli
  - Omkomna under ångfartyget Henry Clays förlisning:
    - Stephen Allen, 85, amerikansk politiker, borgmästare i New York 1821–1824.
    - Andrew Jackson Downing, 36, amerikansk hortikultör.

#### Augusti
- augusti – Tahirih, iransk poet, teolog och feminist.
- 15 augusti – Johan Gadolin, 92, finländsk fysiker och kemist.
- 18 augusti – James Finlayson, 79, skotsk-finländsk industriman.
- 24 augusti – Sarah Guppy, 81, brittisk designer, uppfinnare och ingenjör.

#### September
- 4 september – William MacGillivray, 56, brittisk ornitolog och botaniker.
- 14 september – Arthur Wellesley Wellington, 83, brittisk hertig, politiker och militär.
- 15 september – Johann Christian Metzger, 62, tysk landskapsarkitekt, trädgårdsmästare och pomolog.
- 24 september – Prins Gustaf, 25, den svenske sångarprinsen.

### Fjärde kvartalet

#### Oktober
- 4 oktober – Jean Schneitzhoeffer, 66, fransk kompositör.
- 7 oktober – William Henry Haywood, 50, amerikansk demokratisk politiker, senator 1843–1846.

#### November
- 10 november – Gideon Mantell, 62, brittisk lärare, geolog och paleontolog.
- 18 november – John Andrew Shulze, 77, amerikansk politiker, guvernör i Pennsylvania 1823–1829.
- 24 november – Walter Forward, 66, amerikansk politiker, USA:s finansminister 1841–1843.
- 27 november – Ada Lovelace, 36, brittisk matematiker och den första datorprogrameraren.

#### December
- 13 december – Frances Wright, 57, amerikansk socialreformator.
- 15 december – Cornelius P. Van Ness, 70, amerikansk diplomat, jurist och politiker, guvernör i Vermont 1823–1826.
- 16 december
  - Samuel Lee, 69, brittisk orientalist.
  - Andries Hendrik Potgieter, 59, sydafrikansk boerledare.
- 18 december – Horatio Greenough, 47, amerikansk skulptör.
- 22 december – James Francis Stephens, 60, brittisk entomolog.
- 27 december – Carl Ernst Jarcke, 51, tysk jurist.

### Fotnoter
1. ↑  ”World Statesmen”. http://www.worldstatesmen.org/South_Africa.html.
2. 1 2  ”USA:s militära insatser i utlandet 1798-2004”. History.navy.mil. Arkiverad från originalet den 12 oktober 2011. https://www.webcitation.org/62NCLaa95?url=http://www.history.navy.mil/library/online/forces.htm.
3. ↑   Penguin Pocket On This Day. Penguin Reference Library. 2006. ISBN 0-141-02715-0
4. ↑  King, William T. (1896). History of the American Steam Fire-Engine
5. ↑  ”World Statesmen”. http://www.worldstatesmen.org/Montenegro.html.
6. ↑  ”CommunicationSolutions/ISI, "Railroad — Western Railroad Company"”. http://www.historync.org/railroad-WRR.htm., North Carolina Business History, 2006, läst 1 februari 2010
7. ↑  ”Det hände i dag”. Webnews.textalk.com. 25 augusti 1908. http://webnews.textalk.com/se/calendar.php?id=9747&type=month&ds=20100825&list=true.